# Dysauxes abundans
Dysauxes abundans là một loài bướm đêm thuộc phân họ Arctiinae, họ Erebidae.